# Ben Nguyen
Ben Nguyen, ou Nguyễn Ben, apelidado de Ben 10 (Dakota do Sul, 3 de agosto de 1988), é um lutador de artes marciais mistas (MMA) vietnamita-americano que atua como um peso-mosca no Ultimate Fighting Championship (UFC), mantendo um registro de 2-0 com a organização. Ele também foi Campeão Peso-Galo do Nitro, Campeão Peso Galo do K-Oz e é o n°1 no ranking Peso-Galo da Austrália.

## Começo
Ben Nguyen começou a treinar Taekwondo depois de ser intimidado no ensino médio. Após o colegial, ele foi para a faculdade para se tornar um engenheiro, mas então, ele guiou sua vida para seguir o sonho de se tornar um lutador de MMA.

## Carreira no MMA
Ben Nguyen se tornou lutador profissional de MMA em 2006, quando morava em Sioux Falls, South Dakota, trabalhando durante o dia como um técnico de informática. Em 2012, ele foi para a Tailândia para participar do programa Tiger Muay Thai & MMA Scholar Athlete. Ele, então, se mudou para Brisbane, Austrália, para lutar lá. Depois de se tornar Campeão Peso Galo do Nitro, Campeão Peso Galo do K-Oz e n° 1 no ranking Peso Galo da Austrália, em 2015, ele começou a competir como peso mosca no UFC e ganhou suas primeiras 2 lutas no primeiro round, 1 por TKO e outra por finalização. Ao todo, ele tem um registro de MMA com 14 vitórias (8 vitórias por nocaute, quatro por finalização (dois mata-leões, um armlock e um triângulo), 8 vitórias no primeiro round) e 5 derrotas.
Ele alcançou a fama na internet quando sua luta contra Julian Wallace apareceu no YouTube, onde o lutador tatuado, Wallace, tentou intimidar Nguyen pré-luta, na pesagem, tentando entrar no psicológico de Nguyen e desconcentrá-lo na hora da luta. Essa tática, porém, foi ineficaz, visto que Nguyen bateu Wallace dentro de 25 segundos do primeiro round. O vídeo desta luta foi viral e acumulou mais de 18 milhões de visualizações no YouTube, e mais de 100 milhões de visualizações no Facebook, e outras plataformas de rede social.

## Ultimate Fighting Championship
Nguyen fez sua estréia na promoção de frente para Alptekin Özkılıç, em 10 de Maio de 2015, no UFC Fight Night: Miocic vs. Hunt. Ele ganhou a luta por KO no primeiro round.
Nguyen enfrentou Ryan Benoit, em 15 de novembro de 2015, no UFC 193: Rousey vs. Holm. Ele ganhou a luta por finalização no primeiro round.
Nguyen enfrentou o compatriota Louis Smolka em 13 de Julho de 2016 no UFC Fight Night: McDonald vs. Lineker, ele perdeu o combate no segundo round por nocaute técnico socos e cotoveladas.

## Vida pessoal
Ben conheceu sua esposa, April Adams, kickboxer de Brisbane, durante o treinamento na Tailândia, eventualmente, seguindo-a para fazer treinos na casa da mesma. Eles se casaram no final de 2015.

## Cartel no MMA
| Cartel no MMA   |             |            |
| 26 lutas        | 18 vitórias | 8 derrotas |
| Por nocaute     | 10          | 5          |
| Por finalização | 5           | 2          |
| Por decisão     | 3           | 1          |

| Res.    | Cartel | Oponente            | Método                                  | Evento                                                  | Data       | Round | Tempo | Local                      | Notas                                            |
| ------- | ------ | ------------------- | --------------------------------------- | ------------------------------------------------------- | ---------- | ----- | ----- | -------------------------- | ------------------------------------------------ |
| Derrota | 17-9   | Kyoji Horiguchi     | Nocaute (socos)                         | Rizin 15                                                | 21/04/2019 | 1     | 2:53  | Yokohama                   | Estreia no Rizin; Luta em Peso Casado (132 lbs). |
| Derrota | 17-8   | Wilson Reis         | Decisão (unânime)                       | UFC Fight Night: dos Santos vs. Tuivasa                 | 01/12/2018 | 3     | 5:00  | Adelaide                   |                                                  |
| Derrota | 17-7   | Jussier Formiga     | Finalização Técnica (mata leão)         | UFC 221: Romero vs. Rockhold                            | 10/02/2018 | 3     | 1:43  | Perth                      |                                                  |
| Vitória | 17-6   | Tim Elliott         | Finalização (mata leão)                 | UFC Fight Night: Lewis vs. Hunt                         | 11/06/2017 | 1     | 0:49  | Auckland                   | Performance da Noite.                            |
| Vitória | 16-6   | Geane Herrera       | Decisão (unânime)                       | UFC Fight Night: Whittaker vs. Brunson                  | 27/11/2016 | 3     | 5:00  | Melbourne                  |                                                  |
| Derrota | 15-6   | Louis Smolka        | Nocaute Técnico (socos e cotoveladas)   | UFC Fight Night: McDonald vs. Lineker                   | 13/07/2016 | 2     | 4:41  | Sioux Falls, Dakota do Sul |                                                  |
| Vitória | 15-5   | Ryan Benoit         | Finalização (mata leão)                 | UFC 193: Rousey vs. Holm                                | 15/11/2015 | 1     | 2:35  | Melbourne                  |                                                  |
| Vitória | 14-5   | Alptekin Ozkilic    | Nocaute (socos)                         | UFC Fight Night: Miocic vs. Hunt                        | 10/05/2015 | 1     | 4:59  | Adelaide                   | Estreia no UFC; Estreia nos Moscas.              |
| Vitória | 13-5   | Reece McLaren       | Decisão (unânime)                       | Nitro MMA – Nitro 12                                    | 11/10/2014 | 5     | 5:00  | Logan City                 | Defendeu o cinturão Peso-Galo do Nitro MMA.      |
| Vitória | 12-5   | Julian Wallace      | Nocaute (socos)                         | Nitro MMA – Nitro 11                                    | 08/03/2013 | 1     | 0:25  | Logan City                 | Ganhou o cinturão Peso-Galo do Nitro MMA.        |
| Vitória | 11-5   | Shantaram Maharaj   | Finalização (mata leão)                 | K-Oz Entertainment – Bragging Rights 6: Night of Titles | 27/07/2013 | 3     | N/A   | Madeley                    |                                                  |
| Vitória | 10-5   | Luke Morris         | Decisão (unânime)                       | K.O. Martial Arts – Adrenalin-Unleashed                 | 29/06/2013 | 3     | 5:00  | Eatons Hill                |                                                  |
| Vitória | 9-5    | Kian Pham           | Nocaute (socos)                         | Autralia Regional                                       | 27/04/2013 | 2     | 5:00  | Brisbane                   |                                                  |
| Vitória | 8-5    | Greg Penaloza       | Nocaute Técnico (interrupção médica)    | Roshambo MMA 1 – In the Cage                            | 06/04/2013 | 2     | 5:00  | Brisbane                   |                                                  |
| Vitória | 7-5    | Andrew Whitney      | Finalização (chave de braço)            | The Cage Inc. – Battle at the Border 9                  | 23/04/2011 | 1     | 3:48  | Hankinson, Dakota do Norte |                                                  |
| Derrota | 6-5    | Chavalit Sityodtong | Nocaute Técnico (socos)                 | MC – Martial Combat 7                                   | 18/08/2010 | 2     | N/A   | Sentosa                    |                                                  |
| Vitória | 6-4    | Laramie Shaffer     | Nocaute Técnico (interrupção médica)    | OFC – Battle at Huset's Speedway                        | 31/07/2010 | 1     | 5:00  | Brandon, Dakota do Sul     |                                                  |
| Derrota | 5-4    | Josh Phillips       | Nocaute Técnico (socos)                 | The Cage Inc. – Battle at the Border 5                  | 15/05/2010 | 4     | 3:51  | Hankinson, Dakota do Norte |                                                  |
| Derrota | 5-3    | Eric Perez          | Nocaute Técnico (socos)                 | CFC – Canadian Fighting Championship 3                  | 13/11/2009 | 2     | 4:20  | Winnipeg, Manitoba         |                                                  |
| Derrota | 5-2    | Alexis Vila         | Nocaute (socos)                         | PFC: Best of Both Worlds                                | 06/02/2009 | 2     | 0:34  | Lemoore, California        |                                                  |
| Vitória | 5-1    | Danny Schroder      | Nocaute Técnico (interrupção do corner) | TCI – Fight Hunger                                      | 17/10/2008 | 2     | 2:07  | Sioux Falls, Dakota do Sul |                                                  |
| Vitória | 4-1    | Nate Hansen         | Finalização (triângulo)                 | The Cage Inc. – Summer Slam 4                           | 14/06/2008 | 1     | 1:30  | Sioux Falls, Dakota do Sul |                                                  |
| Vitória | 3-1    | Nick Holbrook       | Nocaute (socos)                         | Fury Fights – Battle in Brookings 3                     | 21/04/2007 | 2     | 2:36  | Brookings, Dakota do Sul   |                                                  |
| Vitória | 2-1    | Mitch Wisner        | Nocaute Técnico (socos)                 | Fury Fights – Temple Fight Night 2                      | 10/03/2007 | 1     | 2:00  | Brookings, Dakota do Sul   |                                                  |
| Vitória | 1-1    | Jess Fuhriman       | Nocaute (socos)                         | Fury Fights – Battle in Brookings 2                     | 24/02/2007 | 1     | 0:34  | Brookings, Dakota do Sul   |                                                  |
| Derrota | 0-1    | Austin Peterson     | Finalização (mata leão)                 | Fury Fights – Battle in Brookings 1                     | 02/12/2006 | 2     | 0:58  | Brookings, Dakota do Sul   |                                                  |